# 강염기
강염기(强鹽基, 영어: strong base)는 염기로서의 이온화 상수가 큰 전해질로, 용액 중에서 OH⁻를 방출하거나 H⁺를 받는 성질이 강한 것을 말한다. 수산화이온을 잘 내놓아 약염기보다 염기성 성질이 강하다.

## 종류
- 수산화 리튬(LiOH)
- 수산화 나트륨(NaOH)
- 수산화 칼륨(KOH)
- 수산화 루비듐(RbOH)
- 수산화 세슘(CsOH)
- 수산화 칼슘(Ca(OH)2)
- 수산화 바륨(Ba(OH)2)
- 수산화 스트론튬(Sr(OH)2)

## 같이 보기
- 강산